# Đội tuyển bóng chuyền nữ quốc gia Brasil
Đội tuyển bóng chuyền nữ quốc gia Brasil được quản lý bởi Liên đoàn bóng chuyền Brasil và đại diện cho Brasil tham dự các giải đấu quốc tế. Đội tuyển hiện xếp thứ 4 trên bảng xếp hạng của FIVB tính đến tháng 8 năm 2016. Họ là những người giữ kỷ lục số lần vô địch FIVB World Grand Prix sau khi họ lần thứ 11 bước lên ngôi vô địch giải đấu này vào năm 2016. Họ cũng 2 lần liên tiếp giành huy chương vàng tại Thế vận hội Mùa hè 2008 ở Bắc Kinh và Thế vận hội Mùa hè 2012 ở Luân Đôn.

## Kết quả

### Đội tuyển

#### Thế vận hội
| 1964 | Không tham dự | Không tham dự   | Không tham dự | Không tham dự | Không tham dự | Không tham dự |
| 1968 | Không tham dự | Không tham dự   | Không tham dự | Không tham dự | Không tham dự | Không tham dự |
| 1972 | Không tham dự | Không tham dự   | Không tham dự | Không tham dự | Không tham dự | Không tham dự |
| 1976 | Không tham dự | Không tham dự   | Không tham dự | Không tham dự | Không tham dự | Không tham dự |
| 1980 | Tứ kết        | Hạng 7          | 5             | 1             | 4             |               |
| 1984 | Tứ kết        | Hạng 7          | 5             | 1             | 4             |               |
| 1988 | Tứ kết        | Hạng 6          | 5             | 1             | 4             |               |
| 1992 | Bán kết       | Hạng 4          | 6             | 3             | 3             |               |
| 1996 | Bán kết       | Huy chương đồng | 8             | 7             | 1             |               |
| 2000 | Bán kết       | Huy chương đồng | 8             | 7             | 1             |               |
| 2004 | Bán kết       | Hạng 4          | 8             | 6             | 2             |               |
| 2008 | Chung kết     | Huy chương vàng | 8             | 8             | 0             |               |
| 2012 | Chung kết     | Huy chương vàng | 8             | 6             | 2             |               |
| 2016 | Tứ kết        | Hạng 5          | 6             | 5             | 1             |               |
| Tổng | 2 lần         | 10/14           | 67            | 45            | 22            |               |

#### Giải vô địch Thế giới
| Thứ hạng Vô địch Thế giới | Thứ hạng Vô địch Thế giới | Thứ hạng Vô địch Thế giới | Thứ hạng Vô địch Thế giới | Thứ hạng Vô địch Thế giới | Thứ hạng Vô địch Thế giới | Thứ hạng Vô địch Thế giới | Thứ hạng Vô địch Thế giới |
| ------------------------- | ------------------------- | ------------------------- | ------------------------- | ------------------------- | ------------------------- | ------------------------- | ------------------------- |
| Năm                       | Vòng                      | Vị trí                    | Pld                       | W                         | L                         | Đội                       |                           |
| 1952                      | Không tham dự             | Không tham dự             | Không tham dự             | Không tham dự             | Không tham dự             | Không tham dự             |                           |
| 1956                      |                           | Hạng 11                   | 8                         | 6                         | 2                         | Đội                       |                           |
| 1960                      |                           | Hạng 5                    | 6                         | 2                         | 4                         | Đội                       |                           |
| 1962                      |                           | Hạng 8                    | 8                         | 1                         | 7                         | Đội                       |                           |
| 1967                      | Không tham dự             | Không tham dự             | Không tham dự             | Không tham dự             | Không tham dự             | Không tham dự             |                           |
| 1970                      |                           | Hạng 13                   | 9                         | 4                         | 5                         | Đội                       |                           |
| 1974                      |                           | Hạng 15                   | 11                        | 7                         | 4                         | Đội                       |                           |
| 1978                      |                           | Hạng 7                    | 9                         | 5                         | 4                         | Đội                       |                           |
| 1982                      |                           | Hạng 8                    | 9                         | 4                         | 5                         | Đội                       |                           |
| 1986                      |                           | Hạng 5                    | 8                         | 5                         | 3                         | Đội                       |                           |
| 1990                      |                           | Hạng 7                    | 7                         | 4                         | 3                         | Đội                       |                           |
| 1994                      | Chung kết                 | Á quân                    | 7                         | 6                         | 1                         | Đội                       |                           |
| 1998                      | Bán kết                   | Hạng 4                    | 8                         | 5                         | 3                         | Đội                       |                           |
| 2002                      |                           | Hạng 7                    | 11                        | 7                         | 4                         | Đội                       |                           |
| 2006                      | Chung kết                 | Á quân                    | 11                        | 10                        | 1                         | Đội                       |                           |
| 2010                      | Chung kết                 | Á quân                    | 11                        | 10                        | 1                         | Đội                       |                           |
| 2014                      | Bán kết                   | Hạng 3                    | 13                        | 12                        | 1                         | Đội                       |                           |
| Tổng                      | 0 lần                     | 14/16                     | 136                       | 88                        | 48                        | —                         |                           |

#### World Cup
| Thứ hạng World Cup | Thứ hạng World Cup | Thứ hạng World Cup | Thứ hạng World Cup | Thứ hạng World Cup | Thứ hạng World Cup | Thứ hạng World Cup | Thứ hạng World Cup | Thứ hạng World Cup |
| Năm                | Vòng               | Vị trí             | Pld                | W                  | L                  | SW                 | SL                 | Đội                |
| ------------------ | ------------------ | ------------------ | ------------------ | ------------------ | ------------------ | ------------------ | ------------------ | ------------------ |
| 1973               |                    | Hạng 9             | 5                  | 1                  | 4                  | 0                  | 0                  | Đội                |
| 1977               | Không tham gia     | Không tham gia     | Không tham gia     | Không tham gia     | Không tham gia     | Không tham gia     | Không tham gia     | Không tham gia     |
| 1981               |                    | Hạng 8             | 7                  | 0                  | 7                  | 21                 | 1                  | Đội                |
| 1985               |                    | Hạng 6             | 7                  | 2                  | 5                  | 9                  | 17                 | Đội                |
| 1989               | Không tham gai     | Không tham gai     | Không tham gai     | Không tham gai     | Không tham gai     | Không tham gai     | Không tham gai     | Không tham gai     |
| 1991               |                    | Hạng 8             | 5                  | 2                  | 3                  | 10                 | 9                  | Đội                |
| 1995               |                    | Á quân             | 11                 | 10                 | 1                  | 30                 | 4                  | Đội                |
| 1999               |                    | Hạng 3             | 11                 | 9                  | 2                  | 29                 | 9                  | Đội                |
| 2003               |                    | Á quân             | 11                 | 10                 | 1                  | 31                 | 7                  | Đội                |
| 2007               |                    | Á quân             | 11                 | 9                  | 2                  | 29                 | 9                  | Đội                |
| 2011               |                    | Hạng 5             | 11                 | 8                  | 3                  | 25                 | 16                 | Đội                |
| 2015               | Không tham gia     | Không tham gia     | Không tham gia     | Không tham gia     | Không tham gia     | Không tham gia     | Không tham gia     | Không tham gia     |
| Tổng               | 0 Lần              | 9/12               | 79                 | 51                 | 28                 |                    |                    | —                  |

#### World Grand Champions
| Thứ hạng World Grand Champion | Thứ hạng World Grand Champion | Thứ hạng World Grand Champion | Thứ hạng World Grand Champion | Thứ hạng World Grand Champion | Thứ hạng World Grand Champion | Thứ hạng World Grand Champion | Thứ hạng World Grand Champion | Thứ hạng World Grand Champion |
| Năm                           | Vòng                          | Vị trí                        | Pld                           | W                             | L                             | SW                            | SL                            | Đội                           |
| ----------------------------- | ----------------------------- | ----------------------------- | ----------------------------- | ----------------------------- | ----------------------------- | ----------------------------- | ----------------------------- | ----------------------------- |
| 1993                          | Không tham dự                 | Không tham dự                 | Không tham dự                 | Không tham dự                 | Không tham dự                 | Không tham dự                 | Không tham dự                 | Không tham dự                 |
| 1997                          | Vòng tròn                     | Hạng 3                        | 5                             | 3                             | 2                             | 12                            | 6                             | Đội                           |
| 2001                          | Vòng tròn                     | Hạng 4                        | 5                             | 2                             | 3                             | 9                             | 11                            | Đội                           |
| 2005                          | Vòng tròn                     | Vô địch                       | 5                             | 5                             | 0                             | 15                            | 2                             | Đội                           |
| 2009                          | Vòng tròn                     | Á quân                        | 5                             | 4                             | 1                             | 12                            | 4                             | Đội                           |
| 2013                          | Vòng tròn                     | Vô địch                       | 5                             | 5                             | 0                             | 15                            | 2                             | Đội                           |
| Tổng                          | 2 lần                         | 5/6                           | 25                            | 19                            | 6                             | 63                            | 25                            | —                             |

#### World Grand Prix
| Thứ hạng World Grand Prix | Thứ hạng World Grand Prix | Thứ hạng World Grand Prix | Thứ hạng World Grand Prix | Thứ hạng World Grand Prix | Thứ hạng World Grand Prix | Thứ hạng World Grand Prix | Thứ hạng World Grand Prix | Thứ hạng World Grand Prix |
| Năm                       | Vòng                      | Vị trí                    | Pld                       | W                         | L                         | SW                        | SL                        | Đội                       |
| ------------------------- | ------------------------- | ------------------------- | ------------------------- | ------------------------- | ------------------------- | ------------------------- | ------------------------- | ------------------------- |
| 1993                      | Vòng chung kết            | Hạng 4                    |                           |                           |                           |                           |                           | Đội                       |
| 1994                      | Vòng chung kết            | Vô địch                   |                           |                           |                           |                           |                           | Đội                       |
| 1995                      | Vòng chung kết            | Á quân                    |                           |                           |                           |                           |                           | Đội                       |
| 1996                      | Vòng chung kết            | Vô địch                   |                           |                           |                           |                           |                           | Đội                       |
| 1997                      | Không tham dự             | Không tham dự             | Không tham dự             | Không tham dự             | Không tham dự             | Không tham dự             | Không tham dự             | Không tham dự             |
| 1998                      | Vòng chung kết            | Vô địch                   |                           |                           |                           |                           |                           | Đội                       |
| 1999                      | Vòng chung kết            | Á quân                    | 7                         | 1                         |                           |                           |                           | Đội                       |
| 2000                      | Vòng chung kết            | Hạng 3                    |                           |                           |                           |                           |                           | Đội                       |
| 2001                      | Vòng chung kết            | Hạng 5                    | 12                        | 7                         | 5                         | 27                        | 24                        | Đội                       |
| 2002                      | Vòng chung kết            | Hạng 4                    | 12                        | 6                         | 6                         | 22                        | 21                        | Đội                       |
| 2003                      |                           | Hạng 8                    | 5                         | 3                         | 2                         | 11                        | 7                         | Đội                       |
| 2004                      | Vòng chung kết            | Vô địch                   | 13                        | 12                        | 1                         | 38                        | 10                        | Đội                       |
| 2005                      | Vòng chung kết            | Vô địch                   | 14                        | 12                        | 2                         | 36                        | 12                        | Đội                       |
| 2006                      | Vòng chung kết            | Vô địch                   | 13                        | 13                        | 0                         | 39                        | 6                         | Đội                       |
| 2007                      | Vòng chung kết            | Hạng 5                    | 14                        | 9                         | 5                         | 33                        | 17                        | Đội                       |
| 2008                      | Vòng chung kết            | Vô địch                   | 14                        | 13                        | 1                         | 41                        | 7                         | Đội                       |
| 2009                      | Vòng chung kết            | Vô địch                   | 14                        | 14                        | 0                         | 42                        | 11                        | Đội                       |
| 2010                      | Vòng chung kết            | Á quân                    | 14                        | 11                        | 3                         | 38                        | 11                        | Đội                       |
| 2011                      | Vòng chung kết            | Á quân                    | 14                        | 13                        | 1                         | 39                        | 6                         | Đội                       |
| 2012                      | Vòng chung kết            | Á quân                    | 14                        | 11                        | 3                         | 36                        | 15                        | Đội                       |
| 2013                      | Vòng chung kết            | Vô địch                   | 14                        | 13                        | 1                         | 40                        | 8                         | Đội                       |
| 2014                      | Vòng chung kết            | Vô địch                   | 14                        | 13                        | 1                         | 41                        | 6                         | Đội                       |
| 2015                      | Vòng chung kết            | Hạng 3                    | 14                        | 12                        | 2                         | 36                        | 10                        | Đội                       |
| 2016                      | Vòng chung kết            | Vô địch                   | 13                        | 11                        | 2                         | 35                        | 12                        | Đội                       |
| Tổng                      | 11 Lần                    | 23/24                     |                           |                           |                           |                           |                           | —                         |

#### Đại hội Thể thao liên châu Mỹ
| Thứ hạng tại ĐH châu Mỹ | Thứ hạng tại ĐH châu Mỹ | Thứ hạng tại ĐH châu Mỹ |
| Năm                     | vị trí                  |                         |
| ----------------------- | ----------------------- | ----------------------- |
| 1955                    | Huy chương đồng         |                         |
| 1959                    | Huy chương vàng         |                         |
| 1963                    | Huy chương vàng         |                         |
| 1967                    | Hạng 4                  |                         |
| 1971                    | Hạng 4                  |                         |
| 1975                    | Hạng 5                  |                         |
| 1979                    | Huy chương đồng         |                         |
| 1983                    | Hạng 4                  |                         |
| 1987                    | Hạng 4                  |                         |
| 1991                    | Huy chương bạc          |                         |
| 1995                    | Hạng 6                  |                         |
| 1999                    | Huy chương vàng         |                         |
| 2003                    | Hạng 4                  |                         |
| 2007                    | Huy chương bạc          |                         |
| 2011                    | Huy chương vàng         |                         |
| 2015                    | Huy chương bạc          |                         |
| Tổng                    | 16/16                   |                         |

#### Cúp tứ hùng
| Thứ hạng tại giải | Thứ hạng tại giải | Thứ hạng tại giải |
| Năm               | Vị trí            |                   |
| ----------------- | ----------------- | ----------------- |
| 2008              | Vô địch           |                   |
| 2009              | Vô địch           |                   |
| 2010              | Không tham dự     |                   |
| Total             | 2/3               |                   |

#### Giải vô địch Nam Mỹ
| Thứ hạng Giải vô địch Nam Mỹ | Thứ hạng Giải vô địch Nam Mỹ | Thứ hạng Giải vô địch Nam Mỹ |
| Năm                          | Vị trí                       |                              |
| ---------------------------- | ---------------------------- | ---------------------------- |
| 1951                         | Vô địch                      |                              |
| 1956                         | Vô địch                      |                              |
| 1958                         | Vô địch                      |                              |
| 1961                         | Vô địch                      |                              |
| 1962                         | Vô địch                      |                              |
| 1964                         | Không tham dự                |                              |
| 1967                         | Á quân                       |                              |
| 1969                         | Vô địch                      |                              |
| 1971                         | Á quân                       |                              |
| 1973                         | Á quân                       |                              |
| 1975                         | Á quân                       |                              |
| 1977                         | Á quân                       |                              |
| 1979                         | Á quân                       |                              |
| 1981                         | Vô địch                      |                              |
| 1983                         | Á quân                       |                              |

| Năm  | Vị trí  |
| ---- | ------- |
| 1985 | Á quân  |
| 1987 | Á quân  |
| 1989 | Á quân  |
| 1991 | Vô địch |
| 1993 | Á quân  |
| 1995 | Vô địch |
| 1997 | Vô địch |
| 1999 | Vô địch |
| 2001 | Vô địch |
| 2003 | Vô địch |
| 2005 | Vô địch |
| 2007 | Vô địch |
| 2009 | Vô địch |
| 2011 | Vô địch |
| 2013 | Vô địch |
| 2015 | Vô địch |
| Tổng | 30/31   |

### Đội U20

#### Vô địch Thế giới
- Vàng: 1987, 1989, 2001, 2003, 2005, 2007
- Bạc: 1991, 1995, 1999, 2011
- Đồng: 2009, 2013

#### Vô địch Nam Mỹ
- Vàng: 1972, 1974, 1976, 1978, 1984, 1990, 1992, 1994, 1996, 1998, 2000, 2002, 2004, 2006, 2008, 2010, 2012
- Bạc: 1980, 1982, 1986, 1988

### Đội U18

#### Vô địch Thế giới
- Vàng: 1997, 2005, 2009
- Bạc: 1989, 1991, 1999, 2001
- Đồng: 2003, 2013

#### Vô địch Nam Mỹ
- Vàng: 1982, 1984, 1986, 1988, 1990, 1992, 1994, 1998, 2000, 2002, 2004, 2006, 2008, 2010
- Bạc: 1978, 1980, 1996, 2012

### Đội U16

#### Vô địch Nam Mỹ
- Vàng: 2011, 2013

## Đội hình

### Đội hình hiện tại
Đây là đội hình đội tuyển bóng chuyền nữ quốc gia Brasil tham dự Thế vận hội Mùa hè 2016. 
Huấn luyện viên: José Roberto Guimarães
| Số | Tên                      | Ngày sinh            | Chiều cao           | Cân nặng       | Nhảy đập        | Nhảy chắn       | Câu lạc bộ năm 2015–16 |
| -- | ------------------------ | -------------------- | ------------------- | -------------- | --------------- | --------------- | ---------------------- |
| 1  | Fabiana Claudino (C)     | 24 tháng 1 năm 1985  | 1,93 m (6 ft 4 in)  | 76 kg (168 lb) | 314 cm (124 in) | 293 cm (115 in) | SESI São Paulo         |
| 2  | Juciely Cristina Barreto | 18 tháng 12 năm 1980 | 1,84 m (6 ft 0 in)  | 71 kg (157 lb) | 312 cm (123 in) | 289 cm (114 in) | Rio de Janeiro VC      |
| 3  | Dani Lins                | 5 tháng 1 năm 1985   | 1,81 m (5 ft 11 in) | 68 kg (150 lb) | 290 cm (110 in) | 276 cm (109 in) | Osasco VC              |
| 5  | Adenízia da Silva        | 18 tháng 12 năm 1986 | 1,85 m (6 ft 1 in)  | 63 kg (139 lb) | 312 cm (123 in) | 290 cm (110 in) | Osasco VC              |
| 6  | Thaísa Menezes           | 15 tháng 5 năm 1987  | 1,96 m (6 ft 5 in)  | 79 kg (174 lb) | 316 cm (124 in) | 301 cm (119 in) | Osasco VC              |
| 8  | Jaqueline Carvalho       | 31 tháng 12 năm 1986 | 1,86 m (6 ft 1 in)  | 70 kg (150 lb) | 302 cm (119 in) | 286 cm (113 in) | Minas Tênis Clube      |
| 10 | Gabriela Guimarães       | 19 tháng 5 năm 1994  | 1,76 m (5 ft 9 in)  | 59 kg (130 lb) | 295 cm (116 in) | 274 cm (108 in) | Rio de Janeiro VC      |
| 12 | Natália Pereira          | 4 tháng 4 năm 1989   | 1,83 m (6 ft 0 in)  | 76 kg (168 lb) | 300 cm (120 in) | 288 cm (113 in) | Rio de Janeiro VC      |
| 13 | Sheilla Castro           | 1 tháng 7 năm 1983   | 1,85 m (6 ft 1 in)  | 64 kg (141 lb) | 302 cm (119 in) | 284 cm (112 in) | VakifBank Istanbul     |
| 16 | Fernanda Garay           | 10 tháng 5 năm 1986  | 1,79 m (5 ft 10 in) | 74 kg (163 lb) | 308 cm (121 in) | 288 cm (113 in) | Dinamo Moscow          |
| 17 | Fabíola de Souza         | 3 tháng 2 năm 1983   | 1,84 m (6 ft 0 in)  | 70 kg (150 lb) | 300 cm (120 in) | 285 cm (112 in) | Voléro Zürich          |
| 19 | Léia Silva (L)           | 3 tháng 1 năm 1985   | 1,68 m (5 ft 6 in)  | 60 kg (130 lb) | 268 cm (106 in) | 254 cm (100 in) | Minas TC               |

### Đội hình 1994
Huấn luyện viên: Bernardo Rezende
| Số | Tên                      | Ngày sinh | Chiều cao           | Câu lạc bộ năm 1994    |
| -- | ------------------------ | --------- | ------------------- | ---------------------- |
| 2  | Ana Beatriz Moser        | 14.08.68  | 185 cm (6 ft 1 in)  | Leite Moça S.Paolo     |
| 3  | Janina Conceiçao         | 25.10.72  | 192 cm (6 ft 4 in)  | CBV                    |
| 4  | Ana Margarida Alvares    | 22.01.65  | 178 cm (5 ft 10 in) | BCN Volei              |
| 5  | Ana Paula Rodrigues      | 13.02.72  | 184 cm (6 ft 0 in)  | L'Acqua di Fiori/Minas |
| 9  | Hilma Aparecida Caldeira | 05.01.72  | 182 cm (6 ft 0 in)  | L'Acqua di Fiori/Minas |
| 10 | Virna Dias               | 13.08.71  | 185 cm (6 ft 1 in)  | BCN Volei              |
| 10 | Virna Dias               | 13.08.71  | 185 cm (6 ft 1 in)  | BCN Volei              |
| 11 | Marcia Cunha             | 26.07.69  | 185 cm (6 ft 1 in)  | BCN Volei              |
| 12 | Edna Veiga               | 24.12.64  | 182 cm (6 ft 0 in)  | Nossa Caixa/Recreativa |
| 13 | Ana Flavia Sanglard      | 20.06.70  | 187 cm (6 ft 2 in)  | Nossa Caixa/Recreativa |
| 14 | Fernanda Venturini       | 24.10.70  | 181 cm (5 ft 11 in) | Nossa Caixa/Recreativa |
| 15 | Helia ″Fofão″ Souza      | 10.03.70  | 172 cm (5 ft 8 in)  | Colgate/Sao Caetano    |
| 16 | Estefania Souza          | 24.08.72  | 182 cm (6 ft 0 in)  | Nossa Caixa/Recreativa |
| 1  | Patricia Coco            | 14.09.71  | 173 cm (5 ft 8 in)  | Colgate/Sao Caetano    |
| 6  | Andreia Marras           | 14.01.71  | 176 cm (5 ft 9 in)  | L'Acqua di Fiori/Minas |
| 7  | Andrea Moraes            | 28.07.69  | 186 cm (6 ft 1 in)  | Rio Fone               |
| 8  | Fernanda Doval           | 16.07.75  | 189 cm (6 ft 2 in)  | Ponto Frio/Santa Rita  |
| 17 | Ana Lima                 | 24.04.69  | 184 cm (6 ft 0 in)  | Colgate/Sao Caetano    |
| 18 | Fabiana Berto            | 23.01.76  | 177 cm (5 ft 10 in) | E.C. Pinheiros         |

### Cầu thủ nổi tiếng
- Adenízia da Silva
- Ana Ida Alvares (Ida)
- Ana Moser
- Ana Paula Connelly
- Danielle Lins
- Erika Coimbra
- Fabiana Claudino
- Fabiana de Oliveira (Fabi)
- Fernanda Garay
- Fernanda Venturini
- Hélia Souza (Fofão)
- Hilma Caldeira
- Jackie Silva
- Jaqueline Carvalho
- Leila Barros
- Marcia Cunha (Marcia Fu)

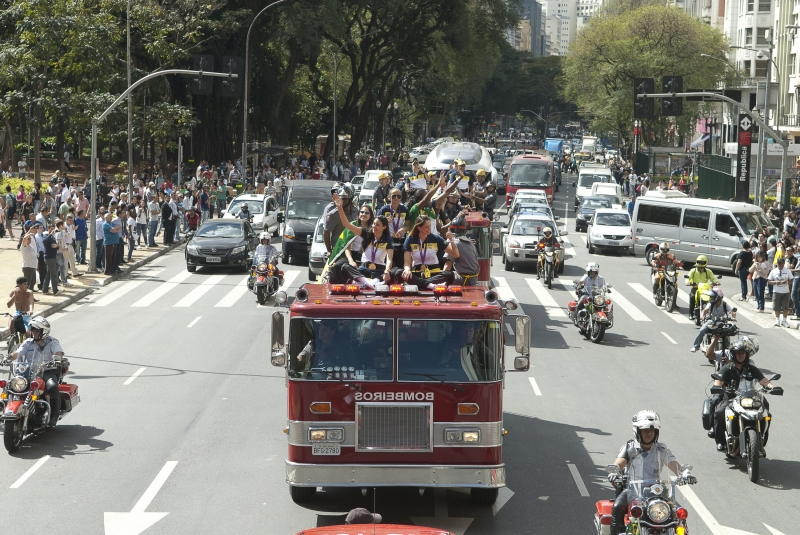
Đội tuyển Brasil vô địch Thế vận hội Mùa hè 2012

- Maria Isabel Barroso Salgado Alencar (Isabel)
- Marianne Steinbrecher (Mari)
- Paula Pequeno
- Sheilla Castro
- Thaisa Menezes
- Vera Mossa
- Virna Dias
- Walewska Oliveira
- Welissa Gonzaga (Sassá)